# 석 비로자나불좌상
석 비로자나불좌상(石 毘盧舍那佛 坐像)은 대한민국 서울특별시 성북구, 간송미술관에 있는 고려시대의 석조 불상이다. 1974년 5월 12일 서울특별시의 유형문화재 제31호 석조비로자나불좌상(石彫毘盧舍那佛坐像)로 지정되었다가, 2009년 6월 4일 석 비로자나불좌상(石 毘盧舍那佛 坐像)으로 명칭이 변경되었다.

## 개요
화강암으로 된 높이 1.5m의 좌상으로 간송미술관에 전시되어 있다.
머리에는 작은 소라 모양의 머리칼을 붙여 놓았으며, 그 위로 상투 모양의 머리묶음이 큼직하게 솟아있다. 옷은 양 어깨를 감싸고 있으며 옷주름선의 표현에서는 형식화된 모습이 보인다. 손은 양 손을 가슴에 올리고 오른손으로 왼손 검지손가락을 감싼 형태로 비로자나불이 취하는 일반적인 손모양이다. 불상이 앉아있는 4각의 대좌(臺座)에는 겹으로 연꽃무늬를 새겨 넣었다.
이 불상은 형식화된 옷주름 등을 고려할 때 고려 중기에 만들어진 작품으로 추정된다.

## 동산화된 부동산문화재
간송 전형필이 수집한 석조 문화재들로 현재 간송미술관 경내로 이전되어 동 미술관의 야외 전시물로 기능하고 있다.

## 같이 보기
- 비로자나불

## 참고 자료
- 석 비로자나불좌상 - 국가유산청 국가유산포털